# Селезнёв, Станислав Витальевич
Станисла́в Вита́льевич Селезнёв (8 ноября 1939, Куйбышев — 11 апреля 1997, Москва) — советский и российский государственный деятель.

## Биография
В 1965 году окончил Куйбышевский плановый институт. Работал управляющим треста «Нижневартовскстрой», преподавателем учебно-курсового комбината строительно-монтажного треста «Нижневартовскхимстрой».
Был избран народным депутатом СССР от Нижневартовского территориального избирательного округа (№ 323) Тюменской области, выиграв выборы у начальника «ГлавТюменьНефтегаза» В. И. Грайфера. Член Межрегиональной депутатской группы и депутатской группы Сибири и Дальнего Востока. С октября по декабрь 1991 года — депутат Совета Союза Верховного Совета СССР.
Участвовал (вместе с Владимиром Тихоновым и Александром Новопашиным) в создании нижневартовской городской газеты «Варта», первый номер которой вышел 20 сентября 1990 года.
В 1990—1991 годы — председатель Нижневартовского горисполкома.
С 24 августа 1991 по 18 февраля 1993 года — представитель Президента РФ в Тюменской области.